# Mahmutlu (Buldan)
Mahmutlu ist ein Dorf im Landkreis Buldan der türkischen Provinz Denizli. Mahmutlu liegt etwa 44 km nordwestlich der Provinzhauptstadt Denizli und 16 km östlich von Buldan. Mahmutlu hatte laut der letzten Volkszählung 85 Einwohner (Stand Ende Dezember 2010).